# Чинилі (мечеть)
Мечеть Чинилі (тур. Çinili Camii), Орта Валіде (тур. Orta Valide Camii) або Мечеть Махпейкер Кесем Валіде Султан (тур. Mahpeyker Kösem Valide Sultan Camii) - мечеть в кварталі Муратреїс району Ускюдар в азійській частині Стамбула.
Побудована архітектором Коджою Касимом-агою, найближчим помічником Сінана, в османському стилі за наказом Кесем Султан.
Будівництво почалося в 1638 і тривало два роки. Внутрішнє приміщення було багато оброблено ізнікськими кахлями (звідси і назва тур. Çinili - кахельна). У дворі мечеті розташовується шадірван (критий фонтан). Крім того, в комплекс входять медресе, себіль (кіоск), мектеб і хамам, що діє і в наші дні.
Ремонт у мечеті проводився двічі: у 1938 та 1965.
Мечеть з такою самою назвою є і в місті Кютаг'я.